# Stanisław Sitko
Stanisław Sitko (ur. 5 lutego 1926, zm. 17 października 2020) – polski działacz społeczny związany z walką z mukowiscydozą.

## Życiorys
Był założycielem i pierwszym prezesem Polskiego Towarzystwa Walki z Mukowiscydozą, współzałożycielem i wieloletnim prezesem Fundacji Pomocy Rodzinom i Chorym na Mukowiscydozę "MATIO", a także inicjatorem powstania Polskiej Grupy Roboczej Mukowiscydoza. W 2019 został patronem Funduszu im. Stanisława Sitko.
Pochowano go na Cmentarzu Komunalnym w Wieliczce.

## Nagrody
Otrzymał m.in.:
- Krzyż Oficerski Orderu Odrodzenia Polski,
- Amicus Hominum w kategorii ochrony zdrowia (2007),
- Filantrop Krakowa (2014)[4],
- Kryształy Soli w kategorii "Polityka społeczna – Działania na rzecz Osób Niepełnosprawnych",
- Imo Pectore,
- Virtuti et Merito[5].